# فهرست نمایندگان دوره سیزدهم مجلس شورای ملی
آنچه در پی می‌آید فهرست نمایندگان دورهٔ سیزدهم مجلس شورای ملی ایران است که از ۲۲ آبان ۱۳۲۰ تا ۱ آذر ۱۳۲۲ دایر بود.
| شمارهٔ ردیف | حوزهٔ انتخابیه              | نماینده                                    | توضیحات |
| ---------- | -------------------------- | ------------------------------------------ | --- |
| ۱          | تهران                      | حسن اسفندیاری (محتشم‌السلطنه)               | رئیس سنی و رئیس مجلس                                                                                               |
| ۲          | تهران                      | مهدی دادور (وثوق‌السلطنه)                   | نایب رئیس از ۱۴ مهر ۱۳۲۲ تا پایان مجلس                                                                             |
| ۳          | تهران                      | عبدالحسین نیک‌پور                           | |
| ۴          | تهران                      | حسن لقمان ادهم (حکیم‌الدوله)                | |
| ۵          | تهران                      | ابوالقاسم فروهر                            | |
| ۶          | تهران                      | سید احمد بهبهانی                           | |
| ۷          | تهران                      | محمدرضا تهرانچی                            | |
| ۸          | تهران                      | سید حبیب‌الله لاریجانی                      | |
| ۹          | تهران                      | عبدالرحیم شباهنگ                           | |
| ۱۰         | تهران                      | عباس مؤدب نفیسی                            | |
| ۱۱         | تهران                      | عباس مسعودی                                | |
| ۱۲         | تهران                      | حسنعلی مستشار (مستشارالملک)                | |
| ۱۳         | آباده                      | ابوالحسن رضوی شیرازی                       | |
| ۱۴         | اراک                       | مرتضی‌قلی بیات (سهام‌السلطان)                | نایب رئیس - در ۶ اردیبهشت ۱۳۲۲ وزیر دارایی شد                                                                      |
| ۱۵         | اراک                       | عمادالدین سزاوار                           | مخبر کمیسیون دادگستری                                                                                              |
| ۱۶         | اردبیل                     | محمدرضا اردبیلی                            | |
| ۱۷         | اصفهان                     | محمدعلی اوحدی                              | |
| ۱۸         | اصفهان                     | حسین جلائی (جلاءالسلطان)                   | |
| ۱۹         | اصفهان                     | میرزا حسین‌خان فاطمی                        | |
| ۲۰         | اهر و ارسباران             | قاسم اهری                                  | در هفتم دی ۱۳۲۰ از نمایندگی استعفا داد                                                                             |
| ۲۱         | ایرانشهر و بلوچستان        | مراد ابراهیمی ریگی                         | |
| ۲۲         | بابل                       | اسدالله یمین اسفندیاری (یمین‌الممالک)       | |
| ۲۳         | بابل                       | معصوم حمزه‌تاش                              | |
| ۲۴         | بابل                       | میرزا علی‌اکبر ملک‌زاده آملی                 | |
| ۲۵         | بجنورد                     | سید داود طوسی                              | منشی |
| ۲۶         | بروجرد                     | سید احمد اعتبار (اعتبارالدوله)             | مخبر کمیسیون‌های دارایی و بودجه - در ۲۷ اسفند ۱۳۲۱ وزیر کشاورزی شد                                                  |
| ۲۷         | بروجرد                     | اسماعیل یاراحمدی                           | |
| ۲۸         | بم                         | مهدی ملک‌زاده                               | |
| ۲۹         | بندر انزلی                 | حسن اکبر                                   | |
| ۳۰         | بندر عباس                  | مختار مشیر دوانی                           | |
| ۳۱         | بوشهر                      | شکرالله صفوی                               | |
| ۳۲         | بوشهر                      | محمود عزیزی                                | |
| ۳۳         | بهبهان و کهگیلویه          | سلطان علی سلطانی                           | |
| ۳۴         | بیجار و گروس               | سید اسماعیل شیخ‌الاسلام ملایری              | |
| ۳۵         | بیرجند و قائنات            | محمدعلی منصف                               | |
| ۳۶         | تبریز                      | ابوالحسن صدر ثقةالاسلامی                   | |
| ۳۷         | تبریز                      | غلام‌حسین فرشی                              | |
| ۳۸         | تبریز                      | عیسی لیقوانی (امیر معتضد)                  | ناظر بر بانک ملی و چاپ اسکناس تا ۳۱ اردیبهشت ۱۳۲۱                                                                  |
| ۳۹         | تبریز                      | محمدتقی رفیعی                              | |
| ۴۰         | تبریز                      | میرزا جعفر اصفهانی                         | |
| ۴۱         | تبریز                      | علی‌اصغر چایچی                              | |
| ۴۲         | تبریز                      | محمد خسروشاهی                              | |
| ۴۳         | تبریز                      | محمدابراهیم اصفهانیان                      | منشی تا ۱۶ فروردین ۱۳۲۱                                                                                            |
| ۴۴         | تبریز                      | ربیع جهانشاهی (مصدق‌الملک)                  | در خرداد ۱۳۲۲ درگذشت                                                                                               |
| ۴۵         | تربت حیدریه                | میرزا آقا ضیاء (ضیاءالاطباء)               | |
| ۴۶         | جهرم                       | لطفعلی معدل شیرازی (معدل‌السلطنه)           | |
| ۴۷         | جیرفت                      | عطاءالله روحی (عطاءالملک)                  | مخبر کمیسیون نظام                                                                                                  |
| ۴۸         | خرم‌آباد و لرستان           | جواد شجاع چاغروند                          | |
| ۴۹         | خرم‌آباد و لرستان           | فتح‌الله گودرزی‌نیا                          | |
| ۵۰         | خرمشهر                     | ضیاءالدین نقابت                            | مخبر کمیسیون دادگستری                                                                                              |
| ۵۱         | خوانسار و گلپایگان         | حسنعلی دولتشاهی (معین خلوت)                | |
| ۵۲         | خوی، ماکو و سلماس          | محمدرضا پارسا                              | |
| ۵۳         | خوی، ماکو و سلماس          | کامل ماکوئی                                | |
| ۵۴         | خیاو (مشکین شهر)           | خلیل حریری                                 | کارپرداز تا ۱۶ فروردین ۱۳۲۱ و از ۱۴ مهر ۱۳۲۲ تا پایان مجلس                                                         |
| ۵۵         | درگز                       | عبدالله شهدوست                             | |
| ۵۶         | دزفول                      | مجید موقر                                  | |
| ۵۷         | دشت میشان، اهواز و سوسنگرد | جواد ارکانی                                | |
| ۵۸         | دماوند                     | علی دشتی                                   | |
| ۵۹         | رشت                        | غلامرضا طالش‌خان رحمت سمیعی                 | |
| ۶۰         | رشت                        | ابراهیم نبیل سمیعی                         | منشی از ۱۶ فروردین ۱۳۲۱ تا پایان مجلس                                                                              |
| ۶۱         | رضائیه                     | میرزا حسین‌خان افشار استاجلو                | مخبر کمیسیون دارایی                                                                                                |
| ۶۲         | رفسنجان                    | میرزا محمد علی‌خان امیر ابراهیمی            | |
| ۶۳         | زابل و سیستان              | عیسی مشار                                  | |
| ۶۴         | زنجان                      | سلطان ابراهیم افخمی (امیراشرف)             | |
| ۶۵         | زنجان                      | حسین رهبری                                 | |
| ۶۶         | زنجان                      | حبیب‌الله مجد ضیائی                         | منشی تا ۱۶ فروردین ۱۳۲۱ و از ۱۴ فروردین ۱۳۲۲ تا پایان مجلس                                                         |
| ۶۷         | ساری                       | اسماعیل سنگ                                | |
| ۶۸         | ساری                       | میرزا حسین‌خان معتصم سنگ                    | |
| ۶۹         | ساوه و زرند                | سید محمد طباطبائی                          | رئیس کمیسیون نظام                                                                                                  |
| ۷۰         | سبزوار                     | احمد فریدونی                               | کارپرداز از ۱۶ فروردین ۱۳۲۱                                                                                        |
| ۷۱         | سبزوار                     | محمدتقی میرزا معتضدی (معتضدالدوله)         | |
| ۷۲         | سراب و گرمرود (میانه)      | محمدولی فرمانفرمائیان                      | |
| ۷۳         | سقز و بانه                 | عبدالله ناهید (افتخارالسلطان)              | |
| ۷۴         | سمنان و دامغان             | حسینقلی قزل ایاغ                           | |
| ۷۵         | سنندج                      | فرج‌الله آصف (سردار معظم)                   | |
| ۷۶         | سنندج                      | نصرت‌الله صادق وزیری                        | |
| ۷۷         | سنندج                      | (نماینده نداشت)                            | |
| ۷۸         | سیرجان                     | حسن مرآت اسفندیاری (مرآت‌السلطنه)           | کارپرداز |
| ۷۹         | شاهرود                     | محمدقلی آصف تاج‌بخش (آصف‌الحکماء)            | |
| ۸۰         | شوشتر                      | محمود ناصری (مصدق‌الدوله)                   | |
| ۸۱         | شهر ری                     | موسی جوان                                  | در ۷ آبان ۱۳۲۱ از نمایندگی استعفا داد                                                                              |
| ۸۲         | شهرضا                      | محسن مهدوی                                 | کارپرداز تا ۱۶ فروردین ۱۳۲۱                                                                                        |
| ۸۳         | شهر کرد                    | عبدالوهاب مؤید احمدی (مؤیدالاسلام)         | نایب رئیس تا ۱۶ فروردین ۱۳۲۱ - ناظر بر بانک ملی و چاپ اسکناس - در ۲۰ آبان ۱۳۲۲ درگذشت                              |
| ۸۴         | شهریار و ساوجبلاغ          | یدالله دهستانی                             | |
| ۸۵         | شیراز                      | میرزا محمد تقی‌خان شنکایی (شانگهائی شیرازی) | |
| ۸۶         | شیراز                      | سید ابوطالب کازرونیان                      | |
| ۸۷         | شیراز                      | میرزا احمدخان مؤید قوامی                   | |
| ۸۸         | شیراز                      | احمد مهذب (مهذب‌الدوله)                     | |
| ۸۹         | شیراز                      | محمدمهدی نمازی                             | |
| ۹۰         | طوالش و گرگانرود           | سید حسین معینی                             | |
| ۹۱         | فردوس و طبس                | حسن مسعودی خراسانی (سالار مؤید)            | |
| ۹۲         | فسا                        | حبیب‌الله نوبخت                             | |
| ۹۳         | فسا                        | علی‌قلی هدایت                               | |
| ۹۴         | فومن                       | عطاءالله سمیعی                             | |
| ۹۵         | فیروزآباد                  | جعفر خواجه‌نوری                             | در فروردین ۱۳۲۱ درگذشت                                                                                             |
| ۹۶         | قزوین                      | باقر شاهرودی (کامکار)                      | |
| ۹۷         | قزوین                      | هدایت‌الله مکرم افشار                       | |
| ۹۸         | قم                         | ابوالفضل تولیت (مصباح‌التولیه)              | |
| ۹۹         | قوچان                      | محمود فرخ خراسانی                          | |
| ۱۰۰        | کاشان و نطنز               | سید یعقوب انوار                            | |
| ۱۰۱        | کاشان و نطنز               | ابوالقاسم نراقی                            | ناظر بر بانک ملی و چاپ اسکناس از ۳۱ اردیبهشت ۱۳۲۱ - کارپرداز از ۱۴ مهر ۱۳۲۱ تا ۱۴ فروردین ۱۳۲۲ - مخبر کمیسیون کشور |
| ۱۰۲        | کاشمر                      | محمدابراهیم امیرتیمور کلالی (سردار نصرت)   | مخبر کمیسیون کشور                                                                                                  |
| ۱۰۳        | کرمان                      | محمود دبستانی (امین‌الاسلام)                | |
| ۱۰۴        | کرمان                      | محمد هاشمی کرمانی                          | منشی |
| ۱۰۵        | کرمانشاه                   | علی اعظم زنگنه (امیرکل)                    | |
| ۱۰۶        | کرمانشاه                   | هدایت‌الله پالیزی (رفعت‌السلطنه)             | کارپرداز از ۱۶ فروردین تا ۱۴ مهر ۱۳۲۱ و از ۱۴ فروردین تا ۱۴ مهر ۱۳۲۲                                               |
| ۱۰۷        | کرمانشاه                   | عطاءالله پالیزی (وکیل‌الدوله)               | |
| ۱۰۸        | کرمانشاه                   | محمدعلی نصرتیان                            | |
| ۱۰۹        | گرگان                      | محسن همراز (فاضل‌الملک)                     | مخبر کمیسیون خارجه                                                                                                 |
| ۱۱۰        | گنبد قابوس و دشت گرگان     | محمد آخوند جرجانی                          | |
| ۱۱۱        | لار                        | جواد آزادی                                 | منشی از ۱۶ فروردین ۱۳۲۱ تا ۱۴ فروردین ۱۳۲۲                                                                         |
| ۱۱۲        | لاهیجان و لنگرود           | احمد صفاری (سالار مؤید)                    | |
| ۱۱۳        | محلات، خمین و کمره         | محسن صدر (صدرالاشراف)                      | |
| ۱۱۴        | مراغه                      | میرزا موسی‌خان فتوحی                        | |
| ۱۱۵        | مراغه                      | اسکندر مقدم (سردار ناصر)                   | |
| ۱۱۶        | مشهد                       | علی اقبال (اقبال‌السلطان)                   | |
| ۱۱۷        | مشهد                       | قاسم غنی                                   | |
| ۱۱۸        | مشهد                       | علی‌اکبر فیاض                               | مخبر کمیسیون فرهنگ                                                                                                 |
| ۱۱۹        | مشهد                       | علی مؤید ثابتی                             | |
| ۱۲۰        | ملایر، نهاوند و تویسرکان   | حسن مخبر فرهمند (مخبر حضور)                | |
| ۱۲۱        | ملایر، نهاوند و تویسرکان   | هاشم ملک‌مدنی                               | |
| ۱۲۲        | مهاباد                     | (نماینده نداشت)                            | |
| ۱۲۳        | نائین                      | خان‌بابا طباطبائی نائینی (معصوم‌خانی)        | |
| ۱۲۴        | نجف آباد                   | حیدرعلی امامی                              | مخبر کمیسیون پیشه و هنر                                                                                            |
| ۱۲۵        | نیشابور                    | محمدتقی ذوالقدر (امین‌الشریعه)              | |
| ۱۲۶        | ورامین و ایوانکی           | سید محمد محیط لاریجانی                     | |
| ۱۲۷        | هرو آباد (خلخال)           | جعفر پناهی                                 | |
| ۱۲۸        | همدان                      | عبدالحسین اورنگ (شیخ‌الملک)                 | |
| ۱۲۹        | همدان                      | محسن منشور                                 | |
| ۱۳۰        | یزد                        | سید کاظم جلیلی یزدی                        | |
| ۱۳۱        | یزد                        | هادی طاهری (شیخ‌الرئیس)                     | نایب رئیس از ۱۶ فروردین ۱۳۲۱                                                                                       |
| ۱۳۲        | یزد                        | محمدحسین نواب                              | |
| ۱۳۳        | ارامنه جنوب                | جبرائیل بوداغیان                           | |
| ۱۳۴        | ارامنه شمال                | سهراب ساگینیان                             | |
| ۱۳۵        | زرتشتیان                   | رستم گیو                                   | |
| ۱۳۶        | کلیمیان                    | لقمان نهورای                               | |